# نهائي كأس إسكتلندا 2012
نهائي كأس اسكتلندا 2012 هي المباراة النهائية من منافسة كأس المملكة المتحدة 2011–12، أقيمت المباراة في 19 مايو 2012، في هامبدن بارك، بين فريقي نادي هيبرنيان، وهارت أوف ميدلوثيان، وفاز فيها هارت أوف ميدلوثيان، بعد أن هزم نادي هيبرنيان، بنتيجة 1 - 5، وكان حكم المباراة كريغ تومسون، وحضر المباراة 51041 شخصاً.

## تفاصيل المباراة
لعبت المباراة النهائية في 19 مايو 2012.
| نادي هيبرنيان | 1 -5 | هارت أوف ميدلوثيان |
| ------------- | ---- | ------------------ |
|               |      |                    |